# Istočni Stari Grad
Istočni Stari Grad je općina u Bosni i Hercegovini, jugoistočno od grada Sarajeva i obuhvaća ruralna područja.
Općina je formirana je poslije potpisivanja Daytonskog sporazuma pod nazivom Srpski Stari Grad, ali taj naziv je proglašen neustavnim odlukom Ustavnog suda BiH od 22. rujna 2004. zbog pridjeva "srpski" u nazivu općine.